# 아오바 이치코
아오바 이치코(青葉 市子, 1990년 1월 28일 ~ )는 일본의 가수, 싱어송라이터이다. 공식적으로는 교토부 출신이나 실제 출생지는 지바현 우라야스시로 알려져 있다.

## 경력

### 데뷔 이전
중학교 시절에는 합주부에서 클라리넷을 담당했고 고등학교에서는 밴드부에 소속되어 거기서 키보드, 기타, 드럼, 베이스와 곡마다 비어있는 자리의 악기를 포함하여 여러 악기를 연주해봤지만, 모두 자신만의 방식을 사용했으며 코드는 지금도 모른다고 한다. 밴드에서 도쿄지헨이나 아시안 쿵푸 제너레이션 등을 귀로 듣고 카피했으나 전자 기타는 적성에 맞지 않았다.
그러던 어느 날 집에 있던 클래식 기타를 연주해 보면서 금세 매료되어 17세부터 클래식 기타를 배우기 시작했다. 교본은 구입했으나 결국 거의 사용하지 않았고, 기본적인 운지법도 모든 자신만의 방식으로 연주하며 시간을 보내면서 현재의 연주 스타일을 확립했다.
고등학교를 졸업한 후 교토 지역의 대학 문학부에 입학하여 일본어 교사 자격을 취득하는 코스를 전공하고 있었으나 20세가 되기 직전에 중퇴하고 도쿄로 상경했다. 그 후 얼마되지 않은 2010년 1월, 인디 씬에서 앨범 《면도날 소녀(剃刀乙女)》로 데뷔하였다.

### 데뷔 이후
2014년 3월 23일 후쿠이현의 산고쿠미나토 좌 공연에서 시작하여 전국 47개 도도부현을 도는 투어인 '아오바 이치코 아와부쿠 투어 . 。○ o ◯ 2014'를 실시했고, 같은 해 4월 26일에는 타이완에서, 27일에는 홍콩에서 공연을 실시하는 등 다양한 공연 활동을 전개했다.
또한 9월 3일 발매된 Aimer의 미니 앨범 《누군가, 바다를. EP (誰か、海を。 EP)》에 수록된 타이틀곡 <누군가, 바다를. (誰か、海を。)>에 가사를 제공하였고 10월 록 밴드 GEZAN의 멤버인 마히토 더 피플과 2인조 유닛 누암(NUUAMM)을 결성했다.

## 인물
아오바 이치코 본인은 잡지사와의 인터뷰에서 자신의 가수 활동에 대해 싱어송라이터가 되려고 생각한 적도, 자신이 싱어송라이터라고 인식한 적도 없고 노래를 자연스럽게 할 수 있는 것이 즐겁기 때문에 하고 있을뿐, 밥을 먹고 잠을 자는 것과 같은 감각으로 무언가를 표현하려는 것은 아니라고 답했다.